# Nikolaus Wurmser
Nikolaus Wurmser, auch Mikuláš Wurmser, (* vor 1320 in Straßburg; † 1363? in Prag) war ein elsässischer Maler, der in Böhmen am Hof Karls IV. tätig war.

## Leben
1357 wird Nikolaus Wurmser erstmals in einer Darlehensurkunde des Stadtrates von Saaz als „Maler Seiner Durchlaucht, des Fürsten Karl, des Römischen Kaisers, Mehrer des Reichs und Königs von Böhmen“ erwähnt. In eben dieser Archivalie wird Wurmser als „Bürger aus Straßburg“ und Ehemann der Saazer Bürgerin Anežka bezeichnet.
Am 6. November 1359 lässt Karl IV. eine Urkunde ausstellen, die es Nikolaus gestattet, über sein Eigentum zu verfügen, um dieses neu ausstatten und gestalten zu können und sich auf diese Weise noch in stärkerem Umfang als Hofmaler und -künstler betätigen zu können als bisher.
Am 25. Januar 1360 gewährt Papst Innozenz VI. in Avignon Meister Nikolaus und seiner Ehefrau die Absolution aller begangenen Sünden durch ihren Beichtvater: „Nicolao pictori et Agneti eius uxori Pragensis diocesis indulgetur ut confessor eorum in mortis articulo plenam omnium peccatorum remissionem eis concedere possit.“
Mit einer am 13. Dezember 1360 in Nürnberg erlassenen Urkunde befreite der Kaiser den Hof Nikolaus Wurmsers in Mořina bei Karlstein lebenslang von allen Steuern. Die besondere Stellung Nikolaus’ am Hofe Karls stellt die Bezeichnung „familiaris noster“ in dieser Urkunde heraus, die den Maler zum engsten Kreis des Kaisers gesellt.
Am 1. November 1363 wurde in Prag ein Maler Mikuláš ermordet, der vermutlich mit Nikolaus Wurmser aus Straßburg identisch ist.

## Wirken
Nikolaus Wurmser werden Wandmalereien auf Burg Karlstein aus den Jahren 1362/63 zugeschrieben, u. a. der Luxemburger-Stammbaum, die Porträts Karls IV. und dessen dritter Frau Anna von Świdnica über dem Eingangsportal der Gebetskapelle Karls, ein apokalyptischer Zyklus im kleinen Burgturm an der Ostwand der Passion-Christi-Kapelle sowie die dortigen Gewölbemalereien. Teile der Forschung sprechen sich gegen eine Identifikation Wurmsers mit dem ersten, auf Karlstein tätigen Maler aus.
Zeitgleich hat Wurmser auch als Vorzeichnung dienende Kohlezeichnungen auf Putz in der Heilig-Kreuz-Kapelle, ein vormals profaner Saal im zweiten Geschoss, der für die Schatzkammer der Reichskleinodien sakralisiert wurde, angefertigt. 1363, vielleicht aufgrund der Ermordung Wurmsers, wurde das Ausstattungskonzept des gesamten Turms geändert und dem spätestens seit 1359 in kaiserlichen Diensten stehenden Meister Theoderich übertragen. Theoderich scheint Nikolaus Wurmser im Amt als Hofkünstler nachgefolgt zu sein, da er auch den Hof in Mořina erhält.
Neben den urkundlichen Notizen, die Nikolaus als Straßburger Bürger ausweisen, konnte Jiří Fajt auch künstlerisch enge Beziehung der Malereien auf Burg Karlstein zu westlicher und insbesondere elsässischer Kunst nachweisen.

## Rezeption
Unmittelbaren Einfluss soll die Malerei des Meisters Nikolaus auf die Buchmalereiwerkstatt des Meisters des Liber viaticus des Johannes von Neumarkt (1355–60; Prag, Nationalmuseum XIII A12) und des Meister des Breviers des Hochmeisters Leo des Kreuzritters mit dem Roten Stern (entstanden 1356; Prag, Tschechische Staatsbibliothek, XVIII F6) gehabt haben.
Das Stiftungsfenster Ulrichs des Älteren „zur goldenen Rose“ Stromer († 1379) im neu erbauten Ostchor der Ratskirche St. Sebaldus in Nürnberg wurde von Glasmalern angefertigt, die in künstlerischer Nähe zu der böhmischen Hofmalerei der 1360er Jahre – namentlich zu Nikolaus Wurmser und seinem Nachfolger Theoderich – standen.
Auch der Nürnberger Maler Sebald Weinschröter griff auf Vorlagen aus dem Kreise Nikolaus Wurmsers zurück und verarbeitete sie etwa in der 1944 zerstörten Wandmalerei eines heiligen Christophorus in der neben der Sebalduskirche befindlichen Moritzkapelle.
In später Nachfolge steht auch ein vermutlich in Würzburg entstandenes Tafelbild mit der Darstellung des himmlischen und irdischen Gerichts (um 1435; Museum am Dom Würzburg, BOW 122).